# Dear Esther
Dear Esther (Español: Querida Ester) es un videojuego de aventuras experimental desarrollado por The Chinese Room para Microsoft Windows, Mac OS X y Linux. Por primera vez en junio de 2008 como un mod gratuito para el motor Source, el juego fue completamente rehecho entre 2009 y 2011 para un lanzamiento comercial en febrero de 2012. El juego no sigue las convenciones tradicionales de videojuegos, ya que implica la interacción mínima por parte del jugador y no requiere de decisiones que deben tomarse ni tareas por completar. En su lugar, coloca el foco en su historia, que se cuenta a través de una narrativa fragmentada, el jugador lee la novela epistolar a medida que explora una isla sin nombre en las Hébridas. El estado de Dear Esther como un videojuego ha sido impugnada por los críticos, pero el juego, sin embargo recibió una recepción crítica positiva después de su lanzamiento el 14 de febrero de 2012.
Debido a la poca interacción del jugador, algunos lo consideran más cercano al género de las novelas visuales japonesas.

## Jugabilidad
El jugador progresa explorando una isla deshabitada ficticia del archipiélago de las Hébridas Exteriores, escuchando una voz en off que lee fragmentos de cartas escritas por una mujer llamada Esther. Estos fragmentos de monólogo se activan cuando el jugador llega a ciertas zonas de la isla y son elegidos por el juego semi-aleatoriamente, lo que significa que diferentes partes generan historias ligeramente diferentes como ciertas lecturas se reproducen, mientras que otras, inevitablemente, se omiten.

## Desarrollo
La versión del videojuego para Linux, basada en un port para Wine de CodeWeavers, fue anunciada el 28 de mayo de 2013. No obstante, los desarrolladores ya trabajan en uno nativo.